# 德努塞山

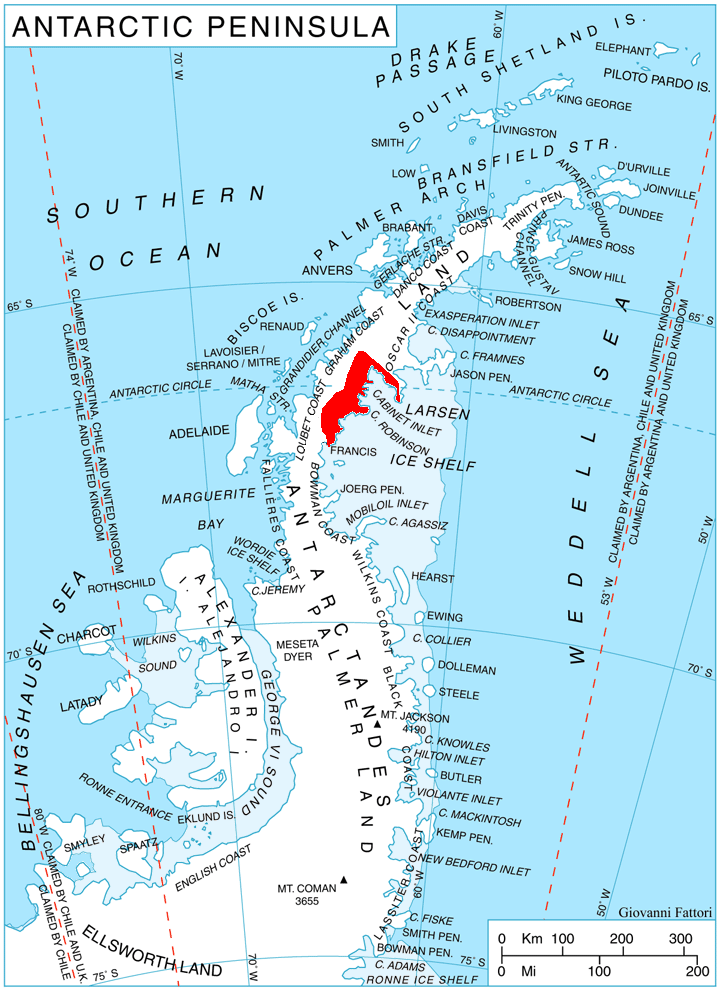

德努塞山（英語：Mount Denucé），是南極洲的山峰，位於葛拉漢地的弗因海岸，處於哈爾斯山和哈斯克爾山之間的卡比納特灣西南岸，海拔高度1,535米，現時由南極條約體系管理。